# Anemarrhena asphodeloides
Anemarrhena asphodeloides Bunge è una pianta appartenente alla famiglia delle Asparagaceae. È l'unica specie nota del genere Anemarrhena.